# Wladimiro Calarese
Wladimiro Calarese, född 3 oktober 1930 i Messina, död 13 augusti 2005 i Dayton, var en italiensk fäktare.
Calarese blev olympisk silvermedaljör i sabel vid sommarspelen 1964 i Tokyo.